# InterCity 125

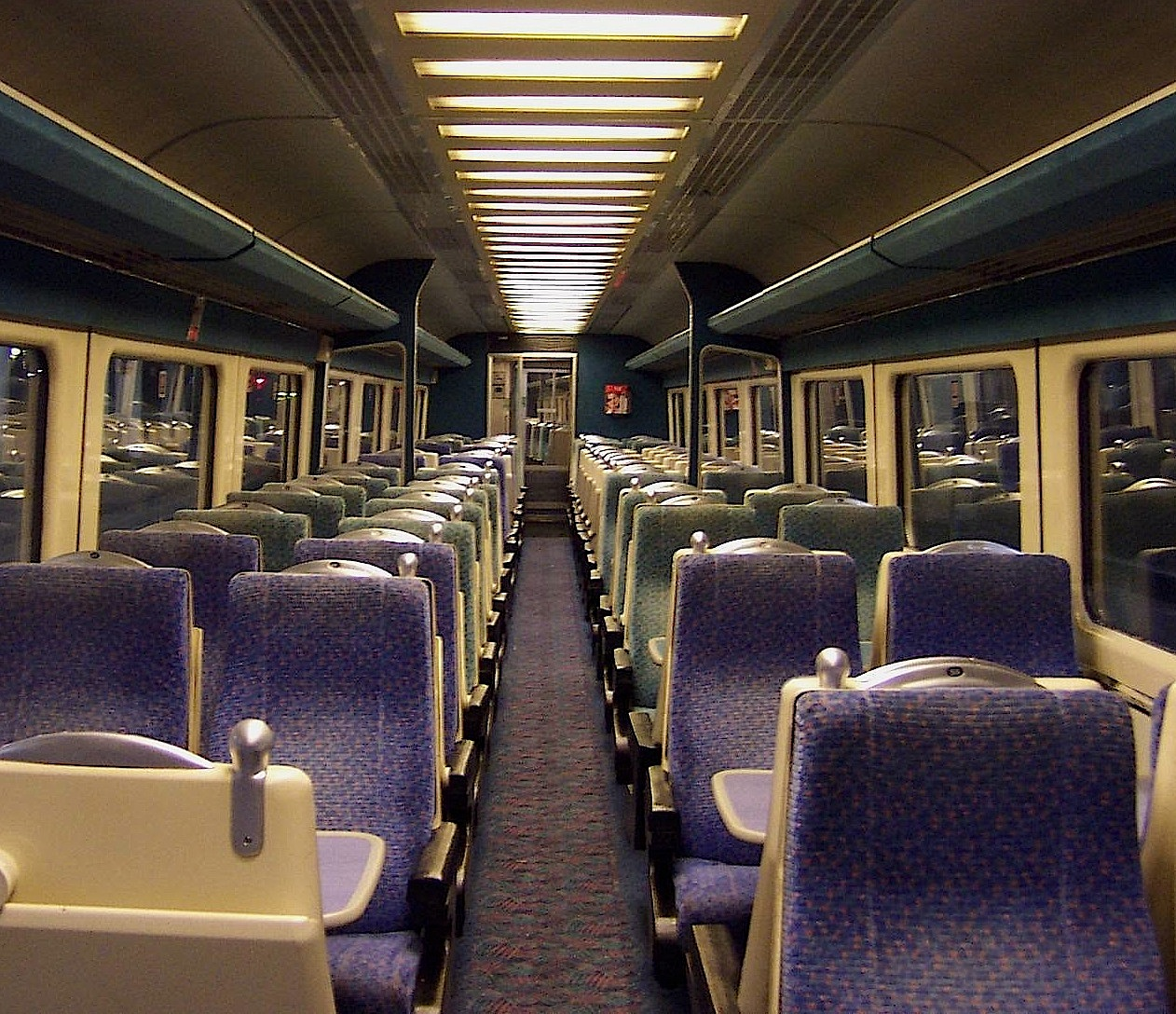
Az egyik személykocsi belseje

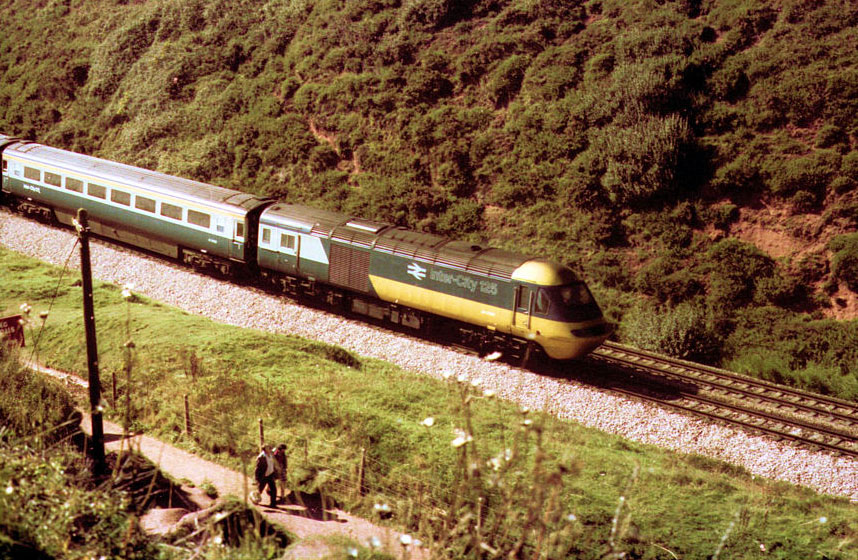
Az egyik motorvonat London és Penzance között

Az InterCity 125 egy nagysebességű angol dízel motorvonat. Nevét onnan kapta, hogy maximális sebessége 125 mérföld óránként. A British Railways üzemeltette a West Coast Main Line vonalon és az East Coast Main Line vonalon. 1973. Június 12-én megdöntötte az addigi dízelmotorvonat-sebességrekordot, az új rekord 230 km/h (143 mph) lett.
A nem villamosított vonalakon, a távolsági forgalmat lebonyolító vonatok törzsét, a 200 km/h sebességű IC 125 sorozat alkotja, melyek 30 éve álltak üzembe, akkor nagy fejlődést jelentettek a mozdonyvontatású vonatokkal szemben. Ma már kissé kopottasak, és nem felelnek meg a mai utazóközönség igényeinek.

## Jellemzése
A vonatok legnagyobb üzemeltetője, az FGW, amely a Londonból messzi nyugat Angliába viszi az utasokat, az elmúlt évben további 10 évre szóló megbízást kapott az említett forgalom lebonyolítására, azzal a feltétellel, hogy a vonatokat a modern igényeknek megfelelően felújíttatják.
A vonatok üzembeállásuk óta kétszer kaptak nagyjavítást, de elsősorban a mechanikus és villamos berendezéseket javították, cserélték, és nem az utasteret alakították a kor követelményeihez.
Ezért a FGW elhatározta a vonatok 2015. évre tervezett selejtezéséig felújítja a kocsik belső berendezéseit, miután az elmúlt évben megbízhatóságuk növelése érdekében a motorkocsikba új MTU 400 sorozatú új dízelmotorokat építettek be. Ezzel növelték a teljesítményt, és 60 százalékkal kisebb lett a károsanyag kibocsátás.
2007-ben megkezdték a két motorkocsi által közrezárt kocsik felújítását, beleértve a büfé kocsit is. Ez utóbbiak igénylik a legnagyobb átalakítást. A felújításokat a Bombardier végzi, 53 millió font értékben, ami 405 db kocsit jelent. Ezen túl 85 millió fontért a következő 10 évben a forgóvázakat is nagyjavítja.
A mozgáskorlátozottak számára néhány kocsiba nekik megfelelő WC-t szerelnek be. Azonban nem szerelnek be zárt vákuum WC-ket, mert ez túl nagy átalakítást és költséget jelenteni. Ehelyett a jelenlegi rendszert korszerűsítik. Új, a repülőgépeknél alkalmazott üléseket szerelnek be, és megnő az utasok lábainak rendelkezésre álló tér is, de ennek ellenére vonatonként 30 ülőhellyel több lesz. Az utasok visszajelzése az új ülésekkel nagyon pozitív. Tudják a laptopjukat használni, és a magas háttámla biztonságosabb ütközés esetén. Új világítást és színes belső burkolatot alkalmaznak. Az egyetlen dolog, amiben nem jók az eredmények: a beszállásnál az előcsarnok zsúfoltsága.
Harminc évvel a vonatok leszállítása után, Anglia egyik legmodernebb vonatává válik a felújítás révén az IC 125 sorozat.

## Érdekességek
A mozdony szerepel a Transport Tycoon Deluxe nevű játékprogramban is, mint SH "125".

## Lásd még
- InterCity 225